# Classe Pietro De Cristofaro
Le corvette della classe Pietro De Cristofaro furono costruite negli anni sessanta, per sostituire insieme alla classe Albatros le corvette della classe Gabbiano.

## Costruzione
La costruzione di queste corvette venne inserita nel programma navale 1959-60 e fu resa necessaria per affiancare nei compiti operativi la precedente classe Albatros, in considerazione dell'obsolescenza delle corvette della classe Gabbiano, che iniziavano ad essere poste in disarmo o assegnate a compiti secondari. La loro costruzione venne avviata tra il 1962 ed il 1963 e la loro entrata in servizio avvenne tra la fine del 1965 ed il 1966.

## Caratteristiche
Le unità avevano lo scafo con prora a cutter e castello di prora.
L'armamento antiaereo era costituito da due cannoni OTO Melara da 76/62 mm asserviti ad una centralina elettronica Selenia O.G.3, munita di radar di tiro Orion. Per la lotta antisommergibile le unità erano dotate di sonar a scafo sistemato verso prora racchiuso in un bulbo carenato e di un sonar rimorchiato a profondità variabile, tipo EDO AN/SQS-36, sistemato a poppa estrema, con il trasduttore che veniva calato in mare sostenuto da un'apposita gru. l'armamento antisommergibile era costituito da un lanciabas automatico a lunga gittata da 305 mm tipo Menon K 113 mod. 1960 a canna singola, inserito in una torretta girevole collocata sulla tuga a poppavia del fumaiolo e da due lanciasiluri trinati da 305 mm Mark 32, installati successivamente all'entrata in servizio.

## Unità
Le unità costruite furono le seguenti:
- Pietro De Cristofaro (F540)
- Salvatore Todaro (F550)
- Umberto Grosso (F541)
- Licio Visintini  (F546)

## Storia

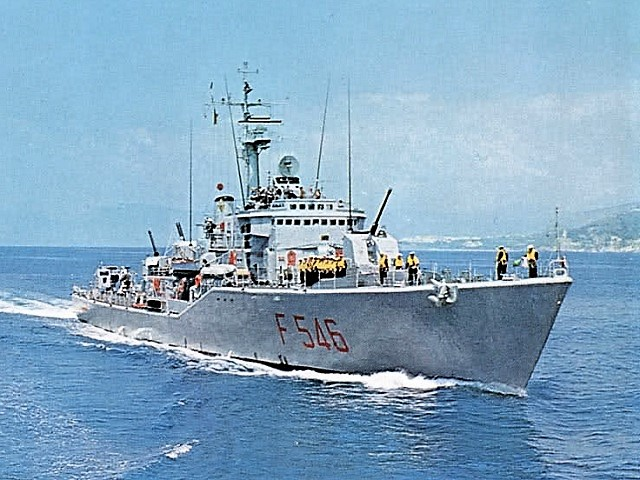
La corvetta Visintini

Le unità furono largamente utilizzate in missioni di vigilanza pesca nell'ambito delle Zone di sfruttamento economico esclusivo del canale di Sicilia, a protezione dei nostri pescherecci. 
In una di questa missioni, il 21 settembre 1973 la corvetta De Cristofaro venne per due volte mitragliata da caccia libici, riportando quattro feriti tra il suo equipaggio. Il primo attacco iniziò alle ore 14:30 circa da prua con mitragliamento da parte di un caccia Mirage libico con proiettili da 30mm. A questo primo attacco vi furono solo feriti lievi e fu ordinato lo stato di primo grado di approntamento, in attesa di ulteriori sviluppi. Seguì un secondo attacco da altri due Mirage provenienti da sinistra. Questi provocarono il primo ferito più serio, un silurista che stava coprendo i siluri con le relative protezioni antiaeree. La risposta del De Cristofaro fu qualche colpo con il cannone 76/62 di poppa. Il giorno successivo il 22 settembre, furono mandate in soccorso altre due unità navali dal comando di Marisicilia. 
La De Cristofaro venne mitragliata a 33 miglia dalla costa libica, e quindi in acque internazionali. Il premier libico dell'epoca Abdessalam Giallud espresse «rammarico» per l'accaduto.